# El Llac (Lladurs)
el Llac és una masia situada al poble Lladurs, al municipi del mateix nom, al Solsonès.